# Juan IV de Nápoles
Juan IV de Nápoles fue duque de Nápoles aproximadamente desde el 999 al 1003/1004.
Era hijo del duque Sergio III y heredó el título. Cuando en el 999 el emperador Otón III del Sacro Imperio Romano Germánico hizo su primera visita a Italia, nombró duque de Spoleto a Adhemar, un noble lombardo que se había criado con él en la corte alemana. Le encomendó el sometimiento de los principados de Capua y de Nápoles. Ademar se apoderó de Capua, entró en Nápoles y apresó al príncipe Juan IV, al que envió prisionero a Capua. Los napolitanos se amotinaron y entregaron el poder a Landolfo VII de Santa-Ágata, miembro de la dinastía principesca local. Juan IV fue liberado y volvió a Nápoles, donde recuperó el poder, que las intervenciones extranjeras posteriores no volvieron a amenazar. Asoció al trono a su hijo Sergio IV en 1002, justo antes de morir; este lo sucedió como duque napolitano..